# Bermudas en los Juegos Paralímpicos de Atenas 2004
Bermudas estuvo representada en los Juegos Paralímpicos de Atenas 2004 por dos deportistas femeninas. El equipo paralímpico bermudeño no obtuvo ninguna medalla en estos Juegos.